# Tornei di tennis femminili nel 1963
Prima della nascita del WTA Tour, ossia l'apertura alle tenniste professioniste dei tornei che prima di quell'anno erano riservati alle tenniste dilettanti, tutti gli eventi più importanti erano amatoriali, tra questi c'erano i tornei del Grande Slam: gli Australian Championships, gli Internazionali di Francia, il Torneo di Wimbledon e gli U.S. National Championships.

## Calendario

### Gennaio
| Settimana  | Torneo                                                                                   | Vincitore                                        | Finalista                       | Semifinalisti | Eliminati ai quarti |
| ---------- | ---------------------------------------------------------------------------------------- | ------------------------------------------------ | ------------------------------- | ------------- | ------------------- |
| 1º gennaio | New Years Tournament 1963 Valencia, Spagna Terra rossa Singolare - Doppio                | Maria-Carmen Coronado 6-2 6-2                    | Pilar Barril                    |               |                     |
| 1º gennaio | New Years Tournament 1963 Valencia, Spagna Terra rossa Singolare - Doppio                |                                                  |                                 |               |                     |
| 4 gennaio  | Auckland Championships 1963 Auckland, Nuova Zelanda Erba Singolare - Doppio              | Ethne Greene 8-6 6-1                             | Sonia Cox                       |               |                     |
| 4 gennaio  | Auckland Championships 1963 Auckland, Nuova Zelanda Erba Singolare - Doppio              | Judy Davidson Johnston 4-6 6-2 6-3               | Clarke Ethne Greene             |               |                     |
| 5 gennaio  | Border Championships 1963 East London, Sudafrica Cemento Singolare - Doppio              | Darlene Hard 9-7 0-6 10-8                        | Maria Esther Bueno              |               |                     |
| 5 gennaio  | Border Championships 1963 East London, Sudafrica Cemento Singolare - Doppio              | Darlene Hard Maria Ester Bueno 8-6 6-2           | Jean Forbes Renee Schuurman     |               |                     |
| 6 gennaio  | Pierre Gillou Indoor 1963 Parigi, Francia Campo indoor Singolare - Doppio                | Ann Haydon Jones 6-2 6-2                         | Michelle Boulle                 |               |                     |
| 6 gennaio  | Pierre Gillou Indoor 1963 Parigi, Francia Campo indoor Singolare - Doppio                | Ann Haydon Jones Michelle Boulle 6-2 6-1         | Coste Suzanne Le Besnerais      |               |                     |
| 6 gennaio  | Sydney Manly Seaside Championships 1963 Sydney, Australia Erba Singolare - Doppio        | Lesley Turner Bowrey 6-4 6-3                     | Jan Lehane                      |               |                     |
| 6 gennaio  | Sydney Manly Seaside Championships 1963 Sydney, Australia Erba Singolare - Doppio        | Elizabeth Starkie Judy Tegart-Dalton 3-6 6-3 6-4 | Jan Lehane Lesley Turner Bowrey |               |                     |
| 12 gennaio | North Island Championships 1963 Hamilton, Nuova Zelanda Singolare - Doppio               | Ruia Morrison-Davy 9-7 6-1                       | Judy Davidson                   |               |                     |
| 12 gennaio | North Island Championships 1963 Hamilton, Nuova Zelanda Singolare - Doppio               | Ruia Morrison-Davy Heather Robson 3-6 6-1 6-3    | Patsy Belton Elizabeth Terry    |               |                     |
| 12 gennaio | Dallas Indoor 1963 Dallas, USA Campo indoor Singolare - Doppio                           | Karen Hantze Susman 6-3 6-0                      | Justina Bricka-Horwitz          |               |                     |
| 12 gennaio | Dallas Indoor 1963 Dallas, USA Campo indoor Singolare - Doppio                           |                                                  |                                 |               |                     |
| 13 gennaio | Western Province Championships 1963 Città del Capo, Sudafrica Cemento Singolare - Doppio | Maria Esther Bueno 7-5 6-3                       | Darlene Hard                    |               |                     |
| 13 gennaio | Western Province Championships 1963 Città del Capo, Sudafrica Cemento Singolare - Doppio | Maria Ester Bueno Darlene Hard 6-2 6-4           | Margaret Hunt Annette Van Zyl   |               |                     |
| 19 gennaio | Australian Championships 1963 Adelaide, Australia Erba Singolare - Doppio                | Margaret Smith Court 6-2 6-2                     | Jan Lehane                      |               |                     |
| 19 gennaio | Australian Championships 1963 Adelaide, Australia Erba Singolare - Doppio                | Margaret Smith Court Robyn Ebbern 6-1 6-3        | Jan Lehane Lesley Turner Bowrey |               |                     |
| 19 gennaio | New Zealand Championships 1963 Auckland, Nuova Zelanda Erba Singolare - Doppio           | Ruia Morrison-Davy 6-2 3-6 6-4                   | Judy Davidson                   |               |                     |
| 19 gennaio | New Zealand Championships 1963 Auckland, Nuova Zelanda Erba Singolare - Doppio           | Ruia Morrison-Davy Heather Robson 6-0 1-6 6-4    | Judy Davidson Marion Johnston   |               |                     |
| 20 gennaio | San Diego March of Dimes Tournament 1963 San Diego, USA Cemento Singolare - Doppio       | Kathy Blake 6-1 6-2                              | Cindy Vogt                      |               |                     |
| 20 gennaio | San Diego March of Dimes Tournament 1963 San Diego, USA Cemento Singolare - Doppio       | Breur Cindy Vogt 6-4 8-10 6-3                    | Danielson Weiss                 |               |                     |
| 20 gennaio | Florida Gold Coast Championships 1963 Pompano Beach, USA Terra rossa Singolare - Doppio  | Stephanie De Fina 6-2 6-0                        | Carol Ann Prosen                |               |                     |
| 20 gennaio | Florida Gold Coast Championships 1963 Pompano Beach, USA Terra rossa Singolare - Doppio  |                                                  |                                 |               |                     |
| 26 gennaio | Natal Championships 1963 Durban, Sudafrica Cemento Singolare - Doppio                    | Margaret Hunt 7-5 4-6 6-3                        | Renee Schuurman                 |               |                     |
| 26 gennaio | Natal Championships 1963 Durban, Sudafrica Cemento Singolare - Doppio                    |                                                  |                                 |               |                     |
| 27 gennaio | Miami Invitational 1963 Miami, USA Terra rossa Singolare - Doppio                        | Stephanie De Fina 6-3 6-3                        | Carol Ann Prosen                |               |                     |
| 27 gennaio | Miami Invitational 1963 Miami, USA Terra rossa Singolare - Doppio                        |                                                  |                                 |               |                     |
| 27 gennaio | Thunderbird Classic 1963 Phoenix, USA Cemento Singolare - Doppio                         | Nancy Richey 8-6 8-6                             | Vicky Palmer Heinecke           |               |                     |
| 27 gennaio | Thunderbird Classic 1963 Phoenix, USA Cemento Singolare - Doppio                         |                                                  |                                 |               |                     |
| 28 gennaio | Tasmanian Championships 1963 Launceston, Australia Erba Singolare - Doppio               | Lesley Turner Bowrey 2-6 7-5 6-1                 | Margaret Smith Court            |               |                     |
| 28 gennaio | Tasmanian Championships 1963 Launceston, Australia Erba Singolare - Doppio               | Robyn Ebbern Margaret Smith Court 6-4 8-10 6-3   | Kaye Dening Lesley Turner       |               |                     |
| 28 gennaio | County of Northumberland Championships 1963 Newcastle, Australia Singolare - Doppio      | Norma Marsh 6-1 6-2                              | Searston                        |               |                     |
| 28 gennaio | County of Northumberland Championships 1963 Newcastle, Australia Singolare - Doppio      |                                                  |                                 |               |                     |

### Febbraio
| Settimana   | Torneo                                                                                          | Vincitore                                       | Finalista                             | Semifinalisti | Eliminati ai quarti |
| ----------- | ----------------------------------------------------------------------------------------------- | ----------------------------------------------- | ------------------------------------- | ------------- | ------------------- |
| febbraio    | Moscow International Indoor Championships 1963 Mosca, URSS Singolare - Doppio                   | Anna Dmitrieva Tolstoy Round Robin              | I. Yermolova                          |               |                     |
| febbraio    | Moscow International Indoor Championships 1963 Mosca, URSS Singolare - Doppio                   |                                                 |                                       |               |                     |
| 2 febbraio  | German Covered Court Championships 1963 Colonia, Germania Campo indoor Singolare - Doppio       | Ann Haydon Jones 6-1 4-6 8-6                    | Christiane Mercelis                   |               |                     |
| 2 febbraio  | German Covered Court Championships 1963 Colonia, Germania Campo indoor Singolare - Doppio       | Ann Haydon Jones Helga Schultze-Hösl 6-3 6-4    | Christiane Mercelis Renate Ostermann  |               |                     |
| 3 febbraio  | Austin Smith Championships 1963 Fort Lauderdale, USA Terra rossa Singolare - Doppio             | Stephanie De Fina 6-2 5-7 10-8                  | Carol Hanks-Aucamp                    |               |                     |
| 3 febbraio  | Austin Smith Championships 1963 Fort Lauderdale, USA Terra rossa Singolare - Doppio             | Stephanie De Fina Peachy Kellmeyer 6-2 6-3      | Liz Crady Carol Hanks-Aucamp          |               |                     |
| 3 febbraio  | Southern Transvaal Championships 1963 Johannesburg, Sudafrica Cemento Singolare - Doppio        | Maria Esther Bueno 6-3 6-3                      | Darlene Hard                          |               |                     |
| 3 febbraio  | Southern Transvaal Championships 1963 Johannesburg, Sudafrica Cemento Singolare - Doppio        | Maria Ester Bueno Darlene Hard 6-0 6-2          | Jean Forbes Renee Schuurman           |               |                     |
| 9 febbraio  | Auckland International Wills 1963 Auckland, Nuova Zelanda Erba Singolare - Doppio               | Lesley Turner Bowrey 6-2 6-1                    | Ruia Morrison-Davy                    |               |                     |
| 9 febbraio  | Auckland International Wills 1963 Auckland, Nuova Zelanda Erba Singolare - Doppio               | Lesley Turner Bowrey Kaye Dening 6-2 6-3        | Carol Newman Elizabeth Starkie        |               |                     |
| 10 febbraio | Huletts Invitation 1963 Johannesburg, Sudafrica Singolare - Doppio                              | Renee Schuurman 6-2 6-8 9-7                     | Maria Esther Bueno                    |               |                     |
| 10 febbraio | Huletts Invitation 1963 Johannesburg, Sudafrica Singolare - Doppio                              |                                                 |                                       |               |                     |
| 10 febbraio | Scandanavian Covered Court Championships 1963 Stoccolma, Svezia Campo indoor Singolare - Doppio | Ann Haydon Jones 6-0 6-1                        | Deidre Catt                           |               |                     |
| 10 febbraio | Scandanavian Covered Court Championships 1963 Stoccolma, Svezia Campo indoor Singolare - Doppio | Deidre Catt Ann Haydon Jones 6-4 6-1            | Gudrun Rosin Katarina Bartholdson     |               |                     |
| 10 febbraio | South Florida Championpionships 1963 West Palm Beach, USA Terra rossa Singolare - Doppio        | Stephanie De Fina 6-1 6-1                       | Nancy Morrison Orthwein               |               |                     |
| 10 febbraio | South Florida Championpionships 1963 West Palm Beach, USA Terra rossa Singolare - Doppio        |                                                 |                                       |               |                     |
| 16 febbraio | OFS Championships 1963 Bloemfontein, Sudafrica Cemento Singolare - Doppio                       | Darlene Hard 2-6 6-3 6-4                        | Annette Van Zyl                       |               |                     |
| 16 febbraio | OFS Championships 1963 Bloemfontein, Sudafrica Cemento Singolare - Doppio                       |                                                 |                                       |               |                     |
| 17 febbraio | French Covered Court Championships 1963 Lione, Francia Campo indoor Singolare - Doppio          | Ann Haydon Jones 8-6 6-1                        | Jeanine Lieffrig                      |               |                     |
| 17 febbraio | French Covered Court Championships 1963 Lione, Francia Campo indoor Singolare - Doppio          | Ann Haydon Jones Carole Rosser-Matheson 6-3 6-4 | Isabelle De Lansalut Jeanine Lieffrig |               |                     |
| 17 febbraio | Philippines International Championships 1963 Manila, Filippine Erba Singolare - Doppio          | Dorothy Knode-Head 6-4 5-7 6-2                  | Rita Bentley                          |               |                     |
| 17 febbraio | Philippines International Championships 1963 Manila, Filippine Erba Singolare - Doppio          | Rita Bentley Jill Blackman 6-0 6-2              | Desidera Ampon Patricia Yngayo        |               |                     |
| 19 febbraio | Hungarian International Championships 1963 Budapest, Ungheria Campo indoor Singolare - Doppio   | Sofia Broszman 9-7 6-1                          | Doris Schuster                        |               |                     |
| 19 febbraio | Hungarian International Championships 1963 Budapest, Ungheria Campo indoor Singolare - Doppio   |                                                 |                                       |               |                     |
| 25 febbraio | Dixie Championships 1963 Tampa, USA Terra rossa Singolare - Doppio                              | Darlene Hard 9-7 1-6 7-5                        | Lesley Turner Bowrey                  |               |                     |
| 25 febbraio | Dixie Championships 1963 Tampa, USA Terra rossa Singolare - Doppio                              | Darlene Hard Maria Ester Bueno 8-2              | Deidre Catt Elizabeth Starkie         |               |                     |

### Marzo
| Settimana | Torneo | Vincitore                                              | Finalista                               | Semifinalisti | Eliminati ai quarti |
| --------- | --- | ------------------------------------------------------ | --------------------------------------- | ------------- | ------------------- |
| 1º marzo  | US Indoors 1963 Boston, USA Campo indoor Singolare - Doppio                                                      | Carol Hanks-Aucamp 6-2 6-2                             | Mary-Ann Eisel Curtis                   |               |                     |
| 1º marzo  | US Indoors 1963 Boston, USA Campo indoor Singolare - Doppio                                                      | Carol Hanks-Aucamp Mary-Ann Eisel Curtis 6-2 6-2       | Lena Green Carole Wright                |               |                     |
| 3 marzo   | Gallia Club Championships 1963 Cannes, Francia Singolare - Doppio                                                | Roberta Beltrame 7-5 6-1                               | Carole Rosser-Matheson                  |               |                     |
| 3 marzo   | Gallia Club Championships 1963 Cannes, Francia Singolare - Doppio                                                |                                                        |                                         |               |                     |
| 3 marzo   | Good Neighbor Tournament 1963 Miami, USA Terra rossa Singolare - Doppio                                          | Lesley Turner Bowrey 6-0 7-5                           | Darlene Hard                            |               |                     |
| 3 marzo   | Good Neighbor Tournament 1963 Miami, USA Terra rossa Singolare - Doppio                                          | Darlene Hard Maria Ester Bueno 6-2 6-0                 | Deidre Catt Elizabeth Starkie           |               |                     |
| 4 marzo   | Perth Championships 1963 Perth, Australia Singolare - Doppio                                                     | Gwenda Don 6-4 3-6 6-3                                 | Dorothy Whitely                         |               |                     |
| 4 marzo   | Perth Championships 1963 Perth, Australia Singolare - Doppio                                                     |                                                        |                                         |               |                     |
| 10 marzo  | Colombia International 1963 Barranquilla, Colombia Erba Singolare - Doppio                                       | Lesley Turner Bowrey 6-3 3-6 6-2                       | Maria Esther Bueno                      |               |                     |
| 10 marzo  | Colombia International 1963 Barranquilla, Colombia Erba Singolare - Doppio                                       | Maria Ester Bueno Darlene Hard 6-3 6-4                 | Judy Alvarez Lesley Turner Bowrey       |               |                     |
| 10 marzo  | Torneo di Beaulieu 1963 Cannes, Francia Terra rossa Singolare - Doppio                                           | Carole Rosser-Matheson 6-3 6-3                         | Ann Barclay                             |               |                     |
| 10 marzo  | Torneo di Beaulieu 1963 Cannes, Francia Terra rossa Singolare - Doppio                                           | Roberta Beltrame Carol Rosser 6-3 6-4                  | Françoise Dürr Jacqueline Rees-Lewis    |               |                     |
| 10 marzo  | New South Wales Hard Court Championships 1963 Dubbo, Australia Terra rossa Singolare - Doppio                    | Jan Lehane 6-1 6-1                                     | Noelene Turner                          |               |                     |
| 10 marzo  | New South Wales Hard Court Championships 1963 Dubbo, Australia Terra rossa Singolare - Doppio                    |                                                        |                                         |               |                     |
| 10 marzo  | Redwood Invitational 1963 Redwood City, USA Cemento Singolare - Doppio                                           | Jean Danilovich 6-2 6-4                                | Rosie Casals                            |               |                     |
| 10 marzo  | Redwood Invitational 1963 Redwood City, USA Cemento Singolare - Doppio                                           |                                                        |                                         |               |                     |
| 11 marzo  | Queensland Bay Championships 1963 Redcliffe, Australia Singolare - Doppio                                        | Fay Toyne-Moore 6-1 6-3                                | Madonna Schacht                         |               |                     |
| 11 marzo  | Queensland Bay Championships 1963 Redcliffe, Australia Singolare - Doppio                                        |                                                        |                                         |               |                     |
| 17 marzo  | Egyptian International Alexandria Championships 1963 Alessandria d'Egitto, Egitto Terra rossa Singolare - Doppio | Jill Blackman 6-2 2-6 6-2                              | Rita Bentley                            |               |                     |
| 17 marzo  | Egyptian International Alexandria Championships 1963 Alessandria d'Egitto, Egitto Terra rossa Singolare - Doppio |                                                        |                                         |               |                     |
| 17 marzo  | Egyptian International Alexandria Championships 1963 Alessandria d'Egitto, Egitto Terra rossa Singolare - Doppio | Doppio misto: Carmen Coronado Ed Mandarino 5-7 6-3 6-3 | Heide Schildknecht Wilhelm Bungert      |               |                     |
| 17 marzo  | Egyptian International Cairo Championships 1963 Il Cairo, Egitto Terra rossa Singolare - Doppio                  | Rita Bentley 6-4 9-7                                   | Vivienne Dennis                         |               |                     |
| 17 marzo  | Egyptian International Cairo Championships 1963 Il Cairo, Egitto Terra rossa Singolare - Doppio                  | Rita Bentley Jill Blackman 6-1 8-6                     | Carmen Coronado K Vassiliadis           |               |                     |
| 17 marzo  | Cannes Lawn Tennis Club Championships 1963 Cannes, Francia Singolare - Doppio                                    | Françoise Dürr 1-6 6-2 6-3                             | Carole Rosser-Matheson                  |               |                     |
| 17 marzo  | Cannes Lawn Tennis Club Championships 1963 Cannes, Francia Singolare - Doppio                                    |                                                        |                                         |               |                     |
| 17 marzo  | Mexican International Championships 1963 Città del Messico, Messico Terra rossa Singolare - Doppio               | Melita de Castro 6-4 6-1                               | Olga Palafox                            |               |                     |
| 17 marzo  | Mexican International Championships 1963 Città del Messico, Messico Terra rossa Singolare - Doppio               | Melita de Castro Rosa Maria Reyes Darmon 6-2 6-1       | Olga Palafox Perez                      |               |                     |
| 17 marzo  | Caribbean Championships 1963 Montego Bay, Giamaica Cemento Singolare - Doppio                                    | Lesley Turner Bowrey 3-6 6-0 6-2                       | Maria Esther Bueno                      |               |                     |
| 17 marzo  | Caribbean Championships 1963 Montego Bay, Giamaica Cemento Singolare - Doppio                                    | Maria Ester Bueno Darlene Hard 6-3 6-3                 | Betty Pratt Lesley Turner Bowrey        |               |                     |
| 23 marzo  | Kingston International 1963 Kingston, Giamaica Erba Singolare - Doppio                                           | Lesley Turner Bowrey 6-3 6-1                           | Deidre Catt                             |               |                     |
| 23 marzo  | Kingston International 1963 Kingston, Giamaica Erba Singolare - Doppio                                           | Betty Pratt Lesley Turner Bowrey 6-4 6-8 6-4           | Deidre Catt Elizabeth Starkie           |               |                     |
| 24 marzo  | Riviera Championships 1963 Mentone, Francia Terra rossa Singolare - Doppio                                       | Jacqueline Rees-Lewis Vives 6-3 4-6 7-5                | Carole Rosser-Matheson                  |               |                     |
| 24 marzo  | Riviera Championships 1963 Mentone, Francia Terra rossa Singolare - Doppio                                       | Françoise Dürr Mary Habicht 8-6 7-5                    | Roberta Beltrame Carole Rosser-Matheson |               |                     |
| 24 marzo  | Caribe Hilton Championships 1963 San Juan, Porto Rico Cemento Singolare - Doppio                                 | Darlene Hard 6-4 6-0                                   | Gwen Thomas                             |               |                     |
| 24 marzo  | Caribe Hilton Championships 1963 San Juan, Porto Rico Cemento Singolare - Doppio                                 | Maria Ester Bueno Darlene Hard 7-5 6-1                 | Edda Buding Helga Schultze-Hösl         |               |                     |
| 29 marzo  | Albury Easter Tournament 1963 Albury, Australia Singolare - Doppio                                               | Margaret Smith Court 5-7 6-3 6-3                       | Noelene Turner                          |               |                     |
| 29 marzo  | Albury Easter Tournament 1963 Albury, Australia Singolare - Doppio                                               |                                                        |                                         |               |                     |
| 29 marzo  | Goulburn Valley Championships 1963 Shepparton, Australia Singolare - Doppio                                      | Ann Jenkins 6-0 3-6 6-1                                | Beryl Jenkins                           |               |                     |
| 29 marzo  | Goulburn Valley Championships 1963 Shepparton, Australia Singolare - Doppio                                      |                                                        |                                         |               |                     |
| 29 marzo  | Yea Easter Tournament 1963 Yea, Australia Singolare - Doppio                                                     | Beverly Mance Rae 6-1 6-3                              | Jeffrey                                 |               |                     |
| 29 marzo  | Yea Easter Tournament 1963 Yea, Australia Singolare - Doppio                                                     |                                                        |                                         |               |                     |
| 31 marzo  | Carlton Club Championships 1963 Cannes, Francia Terra rossa Singolare - Doppio                                   | Ann Haydon Jones 6-0 6-1                               | Mary Habicht                            |               |                     |
| 31 marzo  | Carlton Club Championships 1963 Cannes, Francia Terra rossa Singolare - Doppio                                   | Ann Haydon Jones Carole Rosser-Matheson 6-4 6-4        | Ann Barclay Hillebrand                  |               |                     |
| 31 marzo  | Caracas Altamira International 1963 Caracas, Venezuela Singolare - Doppio                                        | Maria Esther Bueno 7-5 8-6                             | Lesley Turner Bowrey                    |               |                     |
| 31 marzo  | Caracas Altamira International 1963 Caracas, Venezuela Singolare - Doppio                                        | Maria Ester Bueno Darlene Hard 6-2 6-1                 | Donna Floyd-Fales Lesley Turner Bowrey  |               |                     |
| 31 marzo  | New South Wales Hard Court Championships 1963 Sydney, Australia Terra rossa Singolare - Doppio                   | Jan Lehane 6-1 6-1                                     | Noelene Turner                          |               |                     |
| 31 marzo  | New South Wales Hard Court Championships 1963 Sydney, Australia Terra rossa Singolare - Doppio                   | Pat McClenaughan Gail Sherriff 5-7 6-3 6-3             | Kaye Dening Jan Lehane                  |               |                     |

### Aprile
| Settimana | Torneo                                                                                           | Vincitore                                                         | Finalista                                 | Semifinalisti | Eliminati ai quarti |
| --------- | ------------------------------------------------------------------------------------------------ | ----------------------------------------------------------------- | ----------------------------------------- | ------------- | ------------------- |
| aprile    | Sarasota Invitation Tournament 1963 Sarasota, USA Singolare - Doppio                             | Judy Alvarez                                                      | Stephanie De Fina                         |               |                     |
| aprile    | Sarasota Invitation Tournament 1963 Sarasota, USA Singolare - Doppio                             |                                                                   |                                           |               |                     |
| aprile    | Southport Hard Court Championships 1963 Southport, Gran Bretagna Singolare - Doppio              | Margaret O'Donnell 4-6 6-2 6-4                                    | E.D. Smith                                |               |                     |
| aprile    | Southport Hard Court Championships 1963 Southport, Gran Bretagna Singolare - Doppio              |                                                                   |                                           |               |                     |
| 1º aprile | Torneo di Wynnum 1963 Wynnum, Australia Singolare - Doppio                                       | Robyn Ebbern 6-8 6-1 6-0                                          | R. Gibson                                 |               |                     |
| 1º aprile | Torneo di Wynnum 1963 Wynnum, Australia Singolare - Doppio                                       |                                                                   |                                           |               |                     |
| 7 aprile  | Nice Lawn Tennis Club Championships 1963 Nizza, Francia Terra rossa Singolare - Doppio           | Jan Lehane 7-5 6-2                                                | Jeanine Lieffrig                          |               |                     |
| 7 aprile  | Nice Lawn Tennis Club Championships 1963 Nizza, Francia Terra rossa Singolare - Doppio           |                                                                   |                                           |               |                     |
| 7 aprile  | Masters Invitational 1963 Saint Petersburg, USA Terra rossa Singolare - Doppio                   | Maria Esther Bueno 6-2 11-9                                       | Lesley Turner Bowrey                      |               |                     |
| 7 aprile  | Masters Invitational 1963 Saint Petersburg, USA Terra rossa Singolare - Doppio                   | Maria Ester Bueno Darlene Hard 6-2 6-0                            | Deidre Catt Elizabeth Starkie             |               |                     |
| 7 aprile  | Malaysian International Championships 1963 Penang, Malaysia Singolare - Doppio                   | Noelene Turner 8-6 7-5                                            | Ethne Greene                              |               |                     |
| 7 aprile  | Malaysian International Championships 1963 Penang, Malaysia Singolare - Doppio                   | Saori Obata Noelene Turner 6-4 6-1                                | Ethne Greene Audrey Oh                    |               |                     |
| 9 aprile  | Pasadena Tournament 1963 Pasadena, USA Cemento Singolare - Doppio                                | Billie Jean King 6-2 6-2                                          | Pat Cody                                  |               |                     |
| 9 aprile  | Pasadena Tournament 1963 Pasadena, USA Cemento Singolare - Doppio                                |                                                                   |                                           |               |                     |
| 13 aprile | Cumberland Hard Court Championships 1963 Hampstead, Gran Bretagna Terra rossa Singolare - Doppio | Christine Truman 7-5 6-8 6-4                                      | Robin Lesh                                |               |                     |
| 13 aprile | Cumberland Hard Court Championships 1963 Hampstead, Gran Bretagna Terra rossa Singolare - Doppio | Joyce Barclay Rosemary Deloford 6-4 6-1                           | Pauline Roberts Virginia Wade             |               |                     |
| 14 aprile | Torneo di San Luis Potosí 1963 San Luis Potosí, Messico Terra rossa Singolare - Doppio           | Martha Hernández Burchers 7-5 4-6 6-1                             | Maria Hernandez                           |               |                     |
| 14 aprile | Torneo di San Luis Potosí 1963 San Luis Potosí, Messico Terra rossa Singolare - Doppio           | Susana Guizar Maria Hernandez                                     | Martha Buchers Hortensia Lopez            |               |                     |
| 14 aprile | Monte Carlo Cup 1963 Monte Carlo, Monte Carlo Terra rossa Singolare - Doppio                     | Lesley Turner Bowrey 5-7 8-6 6-2                                  | Jan Lehane                                |               |                     |
| 14 aprile | Monte Carlo Cup 1963 Monte Carlo, Monte Carlo Terra rossa Singolare - Doppio                     | Jan Lehane Lesley Turner Bowrey walkover                          | Ann Haydon Jones Angela Mortimer          |               |                     |
| 15 aprile | South African Championships 1963 Johannesburg, Sudafrica Cemento Singolare - Doppio              | Annette Van Zyl 6-4 2-6 6-3                                       | Margaret Hunt                             |               |                     |
| 15 aprile | South African Championships 1963 Johannesburg, Sudafrica Cemento Singolare - Doppio              | Annette Van Zyl Margaret Hunt 6-2 9-7                             | Bernice Carr-Vukovich Margaret Bethlehem  |               |                     |
| 15 aprile | Central Queensland Championships 1963 Rockhampton, Australia Singolare - Doppio                  | Fay Toyne-Moore 6-4 6-1                                           | Barbara Hawcroft                          |               |                     |
| 15 aprile | Central Queensland Championships 1963 Rockhampton, Australia Singolare - Doppio                  |                                                                   |                                           |               |                     |
| 15 aprile | Goulburn Valley Championships 1963 Shepparton, Australia Singolare - Doppio                      | Jenkins 6-4 6-4                                                   | Margaret Kynaston                         |               |                     |
| 15 aprile | Goulburn Valley Championships 1963 Shepparton, Australia Singolare - Doppio                      |                                                                   |                                           |               |                     |
| 15 aprile | Torneo di St Arnaud 1963 St Arnaud, Australia Singolare - Doppio                                 | G. Toohey 6-2 6-2                                                 | Lexie Kenny                               |               |                     |
| 15 aprile | Torneo di St Arnaud 1963 St Arnaud, Australia Singolare - Doppio                                 |                                                                   |                                           |               |                     |
| 15 aprile | Torneo di St Kilda 1963 St Kilda, Australia Singolare - Doppio                                   | J. Martin 6-3 3-6 6-3                                             | Gorran                                    |               |                     |
| 15 aprile | Torneo di St Kilda 1963 St Kilda, Australia Singolare - Doppio                                   |                                                                   |                                           |               |                     |
| 15 aprile | Murray Valley Championships 1963 Swan Hill, Australia Singolare - Doppio                         | E. Robertson 6-1 1-6 6-1                                          | Meates                                    |               |                     |
| 15 aprile | Murray Valley Championships 1963 Swan Hill, Australia Singolare - Doppio                         |                                                                   |                                           |               |                     |
| 15 aprile | Darling Downs Championships 1963 Toowoomba, Australia Singolare - Doppio                         | Robyn Ebbern 6-3 6-1                                              | Val Wicks                                 |               |                     |
| 15 aprile | Darling Downs Championships 1963 Toowoomba, Australia Singolare - Doppio                         |                                                                   |                                           |               |                     |
| 15 aprile | Torneo di Le Touquet 1963 Le Touquet, Francia Terra rossa Singolare - Doppio                     | Jacqueline Kermina 6-1 6-2                                        | F. Naudin                                 |               |                     |
| 15 aprile | Torneo di Le Touquet 1963 Le Touquet, Francia Terra rossa Singolare - Doppio                     |                                                                   |                                           |               |                     |
| 20 aprile | Rothmans Connaught Championships 1963 Chingford, Gran Bretagna Terra rossa Singolare - Doppio    | Norma Baylon Titolo condiviso                                     | Christine Truman                          |               |                     |
| 20 aprile | Rothmans Connaught Championships 1963 Chingford, Gran Bretagna Terra rossa Singolare - Doppio    | Rita Bentley Jill Blackman titolo condiviso (sospesa per pioggia) | Robin Lesh Jenny Trewby                   |               |                     |
| 20 aprile | Sutton Hard Court Championships 1963 Sutton, Gran Bretagna Terra rossa Singolare - Doppio        | Ann Haydon Jones divided                                          | Carole Rosser-Matheson                    |               |                     |
| 20 aprile | Sutton Hard Court Championships 1963 Sutton, Gran Bretagna Terra rossa Singolare - Doppio        | Ann Jones Carol Rosser titolo condiviso (sospesa per pioggia)     | Robin Lloyd Lorna Cawthron                |               |                     |
| 21 aprile | Aix Golden Racquet Tournament 1963 Aix-en-Provence, Francia Terra rossa Singolare - Doppio       | Lesley Turner Bowrey 5-7 6-4 6-3                                  | Jan Lehane                                |               |                     |
| 21 aprile | Aix Golden Racquet Tournament 1963 Aix-en-Provence, Francia Terra rossa Singolare - Doppio       | Lesley Turner Bowrey Jan Lehane 6-3 6-4                           | Christiane Mercelis Vera Sukova Puzejova  |               |                     |
| 21 aprile | Dallas Invitation 1963 Dallas, USA Singolare - Doppio                                            | Nancy Richey 6-3 7-5                                              | Vicky Palmer Heinecke                     |               |                     |
| 21 aprile | Dallas Invitation 1963 Dallas, USA Singolare - Doppio                                            | Nancy Richey Vicky Palmer Heinecke                                | Justina Bricka-Horwitz Marilyn Montgomery |               |                     |
| 21 aprile | Italian Riviera Championships 1963 Sanremo, Italia Terra rossa Singolare - Doppio                | Silvana Lazzarino 6-2 6-1                                         | Almut Sturm                               |               |                     |
| 21 aprile | Italian Riviera Championships 1963 Sanremo, Italia Terra rossa Singolare - Doppio                |                                                                   |                                           |               |                     |
| 22 aprile | Puerto de Hierro International 1963 Madrid, Spagna Singolare - Doppio                            | Edda Buding 6-0 6-3                                               | Pilar Barril                              |               |                     |
| 22 aprile | Puerto de Hierro International 1963 Madrid, Spagna Singolare - Doppio                            |                                                                   |                                           |               |                     |
| 27 aprile | British Hard Court Championships 1963 Bournemouth, Gran Bretagna Terra rossa Singolare - Doppio  | Ann Haydon Jones 6-0 1-6 9-7                                      | Norma Baylon                              |               |                     |
| 27 aprile | British Hard Court Championships 1963 Bournemouth, Gran Bretagna Terra rossa Singolare - Doppio  | Ann Jones Angela Mortimer                                         | Norma Baylon Edda Buding                  |               |                     |
| 28 aprile | Ojai Valley Championships 1963 Ojai, USA Cemento Singolare - Doppio                              | Kathy Chabot 6-1 6-1                                              | Kathy Blake                               |               |                     |
| 28 aprile | Ojai Valley Championships 1963 Ojai, USA Cemento Singolare - Doppio                              | Martha Gowans Diane Wootton                                       | Kathy Chabot Molly Danielson              |               |                     |
| 28 aprile | Paris International Championships 1963 Parigi, Francia Terra rossa Singolare - Doppio            | Vera Sukova Puzejova 6-1 6-1                                      | Mary Habicht                              |               |                     |
| 28 aprile | Paris International Championships 1963 Parigi, Francia Terra rossa Singolare - Doppio            | Carol Newman Vera Sukova Puzejova 6-3 6-2                         | Marta Peterdy-Wolf Noelene Turner         |               |                     |
| 28 aprile | Torneo di Reggio di Calabria 1963 Reggio Calabria, Italia Terra rossa Singolare - Doppio         | Lesley Turner Bowrey 4-6 12-10 6-1                                | Jan Lehane                                |               |                     |
| 28 aprile | Torneo di Reggio di Calabria 1963 Reggio Calabria, Italia Terra rossa Singolare - Doppio         |                                                                   |                                           |               |                     |
| 28 aprile | Tennis ai IV Giochi panamericani San Paolo, Brasile Terra rossa Singolare - Doppio               | Maria Esther Bueno 6-3 6-3                                        | Yola Ramírez                              |               |                     |
| 28 aprile | Tennis ai IV Giochi panamericani San Paolo, Brasile Terra rossa Singolare - Doppio               | Carole Caldwell Darlene Hard 6-3 6-2                              | Maria Bueno Maureen Schwartz              |               |                     |

### Maggio
| Settimana | Torneo                                                                                        | Vincitore                                                | Finalista                                       | Semifinalisti | Eliminati ai quarti |
| --------- | --------------------------------------------------------------------------------------------- | -------------------------------------------------------- | ----------------------------------------------- | ------------- | ------------------- |
| maggio    | River Plate Championships 1963 Buenos Aires, Argentina Terra rossa Singolare - Doppio         | Nora Bonifacino-Somoza                                   | Mabel Bove                                      |               |                     |
| maggio    | River Plate Championships 1963 Buenos Aires, Argentina Terra rossa Singolare - Doppio         |                                                          |                                                 |               |                     |
| 4 maggio  | London Hard Court Championships 1963 Hurlingham, Gran Bretagna Terra rossa Singolare - Doppio | Ann Haydon Jones 6-4 4-6 6-2                             | Christine Truman                                |               |                     |
| 4 maggio  | London Hard Court Championships 1963 Hurlingham, Gran Bretagna Terra rossa Singolare - Doppio | Pat Hird Caroline Yates-Bell 10-8 6-3                    | Christine Truman Nell Truman                    |               |                     |
| 5 maggio  | Campionato Partenopeo 1963 Napoli, Italia Terra rossa Singolare - Doppio                      | Lesley Turner Bowrey 6-4 5-7 6-1                         | Margaret Smith Court                            |               |                     |
| 5 maggio  | Campionato Partenopeo 1963 Napoli, Italia Terra rossa Singolare - Doppio                      |                                                          |                                                 |               |                     |
| 5 maggio  | Campionato Partenopeo 1963 Napoli, Italia Terra rossa Singolare - Doppio                      | Doppio misto: Margaret Smith Court Ian Fletcher 10-8 6-3 | Jan Lehane Robert Howe                          |               |                     |
| 5 maggio  | California State Championships 1963 Pebble Beach, USA Cemento Singolare - Doppio              | Julie Albert 6-1 6-3                                     | Mimi Arnold                                     |               |                     |
| 5 maggio  | California State Championships 1963 Pebble Beach, USA Cemento Singolare - Doppio              | Julie Albert Manng 6-3 7-5                               | Rosie Casals Jean Danilovich                    |               |                     |
| 5 maggio  | Stuttgart Tournament 1963 Stoccarda, Germania Singolare - Doppio                              | Jill Blackman 6-0 7-5                                    | Norma Baylon                                    |               |                     |
| 5 maggio  | Stuttgart Tournament 1963 Stoccarda, Germania Singolare - Doppio                              |                                                          |                                                 |               |                     |
| 6 maggio  | Wide Bay Tennis Championships 1963 Bundaberg, Australia Singolare - Doppio                    | Fay Toyne-Moore 6-1 6-3                                  | Nicol                                           |               |                     |
| 6 maggio  | Wide Bay Tennis Championships 1963 Bundaberg, Australia Singolare - Doppio                    |                                                          |                                                 |               |                     |
| 12 maggio | Southern California Championships 1963 Los Angeles, USA Cemento Singolare - Doppio            | Billie Jean King 6-4 6-3                                 | Darlene Hard                                    |               |                     |
| 12 maggio | Southern California Championships 1963 Los Angeles, USA Cemento Singolare - Doppio            | Susan Behlmar Billie Jean King 8-6 7-9 6-4               | Carole Caldwell Graebner Darlene Hard           |               |                     |
| 12 maggio | Northern California Championships 1963 San Francisco, USA Cemento Singolare - Doppio          | Rosie Casals 9-7 2-6 6-4                                 | Jean Danilovich                                 |               |                     |
| 12 maggio | Northern California Championships 1963 San Francisco, USA Cemento Singolare - Doppio          | Jean Danilovich Sue Shrader 6-1 6-3                      | Fickert Gay                                     |               |                     |
| 14 maggio | Essen Tournament 1963 Essen, Germania Terra rossa Singolare - Doppio                          | Jill Blackman 7-5 6-1                                    | Helga Niessen Masthoff                          |               |                     |
| 14 maggio | Essen Tournament 1963 Essen, Germania Terra rossa Singolare - Doppio                          | Jill Blackman Rita Bentley 6-2 9-7                       | Helga Niessen Masthoff Heide Schildeknecht-Orth |               |                     |
| 14 maggio | Internazionali d'Italia 1963 Roma, Italia Terra rossa Singolare - Doppio                      | Margaret Smith Court 6-3 6-4                             | Lesley Turner Bowrey                            |               |                     |
| 14 maggio | Internazionali d'Italia 1963 Roma, Italia Terra rossa Singolare - Doppio                      | Robyn Ebbern Margaret Smith Court 6-2 6-3                | Silvana Lazzarino Lea Pericoli                  |               |                     |
| 15 maggio | Bielefeld Tournament 1963 Bielefeld, Germania Singolare - Doppio                              | Jill Blackman 4-6 6-1 6-4                                | Edda Buding                                     |               |                     |
| 15 maggio | Bielefeld Tournament 1963 Bielefeld, Germania Singolare - Doppio                              |                                                          |                                                 |               |                     |
| 18 maggio | Torneo di Brighton & Hove 1963 Brighton, Gran Bretagna Singolare - Doppio                     | Deidre Catt 6-2 3-6 6-3                                  | Alison Rigby                                    |               |                     |
| 18 maggio | Torneo di Brighton & Hove 1963 Brighton, Gran Bretagna Singolare - Doppio                     | Callanan Alison Rigby 6-3 8-6                            | Sally Holdsworth Pam Watermeyer                 |               |                     |
| 18 maggio | Surrey Hard Court Championships 1963 Guildford, Gran Bretagna Singolare - Doppio              | Vera Roberts 6-1 1-6 7-5                                 | Shirley Bloomer-Brasher                         |               |                     |
| 18 maggio | Surrey Hard Court Championships 1963 Guildford, Gran Bretagna Singolare - Doppio              | Pat Hird Vera Roberts 6-3 8-6                            | Robin Lesh Jenny Trewby                         |               |                     |
| 19 maggio | Atlanta Invitational 1963 Atlanta, USA Terra rossa Singolare - Doppio                         | Donna Floyd-Fales 6-2 4-6 6-2                            | Carol Hanks-Aucamp                              |               |                     |
| 19 maggio | Atlanta Invitational 1963 Atlanta, USA Terra rossa Singolare - Doppio                         | Carol Hanks-Aucamp Donna Floyd-Fales 6-3 6-3             | Stephanie De Fina Peachy Kellmeyer              |               |                     |
| 25 maggio | Torneo di Malvern 1963 Malvern, Gran Bretagna Singolare - Doppio                              | Carole Rosser-Matheson 6-1 6-1                           | Ulla Sandulf                                    |               |                     |
| 25 maggio | Torneo di Malvern 1963 Malvern, Gran Bretagna Singolare - Doppio                              | Callanan Alison Rigby 7-5 6-2                            | Carole Rosser-Matheson Pam Watermeyer           |               |                     |

### Giugno
| Settimana  | Torneo                                                                                                | Vincitore                                                 | Finalista                                 | Semifinalisti | Eliminati ai quarti |
| ---------- | --- | --------------------------------------------------------- | ----------------------------------------- | ------------- | ------------------- |
| 1º giugno  | Torneo di Lytham St Annes 1963 Lytham St Annes, Gran Bretagna Erba Singolare - Doppio                 | Jill Blackman 6-4 7-5                                     | Rita Bentley                              |               |                     |
| 1º giugno  | Torneo di Lytham St Annes 1963 Lytham St Annes, Gran Bretagna Erba Singolare - Doppio                 | Margaret Hunt Annette Van Zyl 6-4 6-1                     | Rita Bentley Jill Blackman                |               |                     |
| 1º giugno  | Surrey Grass Court Championships 1963 Surbiton, Gran Bretagna Erba Singolare - Doppio                 | Deidre Catt 1-6 9-7 8-6                                   | Darlene Hard                              |               |                     |
| 1º giugno  | Surrey Grass Court Championships 1963 Surbiton, Gran Bretagna Erba Singolare - Doppio                 | Darlene Hard Angela Mortimer 4-6 6-4 6-4                  | Deidre Catt Elizabeth Starkie             |               |                     |
| 1º giugno  | Torneo di Wolverhampton 1963 Wolverhampton, Gran Bretagna Erba Singolare - Doppio                     | Ann Haydon Jones 9-7 1-6 6-4                              | Renee Schuurman                           |               |                     |
| 1º giugno  | Torneo di Wolverhampton 1963 Wolverhampton, Gran Bretagna Erba Singolare - Doppio                     | Ann Haydon Jones Renee Schuurman 6-3 6-4                  | Norma Baylon Carole Rosser-Matheson       |               |                     |
| 2 giugno   | Central California Championships 1963 Sacramento, USA Cemento Singolare - Doppio                      | Jean Danilovich 6-2 6-1                                   | Rosie Casals                              |               |                     |
| 2 giugno   | Central California Championships 1963 Sacramento, USA Cemento Singolare - Doppio                      | Rosie Casals Serquist 7-5 6-3                             | Carter Jean Danilovich                    |               |                     |
| 2 giugno   | Tulsa Clay Court Championships 1963 Tulsa, USA Terra rossa Singolare - Doppio                         | Yola Ramírez 4-6 6-0 6-1                                  | Nancy Richey                              |               |                     |
| 2 giugno   | Tulsa Clay Court Championships 1963 Tulsa, USA Terra rossa Singolare - Doppio                         | Nancy Richey Patsy Rippy 6-4 6-1                          | Johnson Yola Ramírez                      |               |                     |
| 3 giugno   | West Berlin Championships 1963 Berlino, Germania Terra rossa Singolare - Doppio                       | Margaret Smith Court 6-2 7-5                              | Robyn Ebbern                              |               |                     |
| 3 giugno   | West Berlin Championships 1963 Berlino, Germania Terra rossa Singolare - Doppio                       | Margaret Smith Court Robyn Ebbern 6-1 6-0                 | Inge Pohmann Almut Sturm                  |               |                     |
| 3 giugno   | Moroccan International Championships 1963 Casablanca, Marocco Terra rossa Singolare - Doppio          | Jan Lehane 6-3 6-2                                        | Maria Esther Bueno                        |               |                     |
| 3 giugno   | Moroccan International Championships 1963 Casablanca, Marocco Terra rossa Singolare - Doppio          |                                                           |                                           |               |                     |
| 5 giugno   | Internazionali di Francia 1963 Parigi, Francia Terra rossa Singolare - Doppio                         | Lesley Turner Bowrey 2-6 6-3 7-5                          | Ann Haydon Jones                          |               |                     |
| 5 giugno   | Internazionali di Francia 1963 Parigi, Francia Terra rossa Singolare - Doppio                         | Ann Haydon Jones Renee Schuurman 7-5 6-4                  | Robyn Ebbern Margaret Smith Court         |               |                     |
| 6 giugno   | Norwegian International Championships 1963 Oslo, Norvegia Terra rossa Singolare - Doppio              | Kaye Dening 6-3 6-4                                       | Roberta Beltrame                          |               |                     |
| 6 giugno   | Norwegian International Championships 1963 Oslo, Norvegia Terra rossa Singolare - Doppio              |                                                           |                                           |               |                     |
| 8 giugno   | Torneo di Cheltenham 1963 Cheltenham, Gran Bretagna Erba Singolare - Doppio                           | Ann Haydon Jones 7-5 9-7                                  | Renee Schuurman                           |               |                     |
| 8 giugno   | Torneo di Cheltenham 1963 Cheltenham, Gran Bretagna Erba Singolare - Doppio                           | Ann Haydon Jones Renee Schuurman 6-4 6-2                  | Norma Baylon Carole Rosser-Matheson       |               |                     |
| 9 giugno   | Torneo Godò 1963 Barcellona, Spagna Terra rossa Singolare - Doppio                                    | Margaret Smith Court 6-0 6-0                              | Noelene Turner                            |               |                     |
| 9 giugno   | Torneo Godò 1963 Barcellona, Spagna Terra rossa Singolare - Doppio                                    | Margaret Smith Court Robyn Ebbern 6-1 6-3                 | Maria-Carmen Coronado Ana-Maria Estalella |               |                     |
| 9 giugno   | Northern Championships 1963 Manchester, Gran Bretagna Erba Singolare - Doppio                         | Jan Lehane 6-4 8-10 6-4                                   | Darlene Hard                              |               |                     |
| 9 giugno   | Northern Championships 1963 Manchester, Gran Bretagna Erba Singolare - Doppio                         | Darlene Hard Maria Ester Bueno 6-1 6-1                    | Donna Fales Carol Hanks-Aucamp            |               |                     |
| 9 giugno   | Torneo di Saltsjoebaden 1963 Saltsjöbaden, Germania Terra rossa Singolare - Doppio                    | Roberta Beltrame 6-2 6-2                                  | Kaye Dening                               |               |                     |
| 9 giugno   | Torneo di Saltsjoebaden 1963 Saltsjöbaden, Germania Terra rossa Singolare - Doppio                    |                                                           |                                           |               |                     |
| 10 giugno  | Victorian Hard Court Championships 1963 Melbourne, Australia Singolare - Doppio                       | Beverly Mance Rae 6-1 4-6 8-6                             | Kerry Melville Reid                       |               |                     |
| 10 giugno  | Victorian Hard Court Championships 1963 Melbourne, Australia Singolare - Doppio                       |                                                           |                                           |               |                     |
| 10 giugno  | Czechoslovakian International Championships 1963 Praga, Cecoslovacchia Terra rossa Singolare - Doppio | Vera Sukova Puzejova 6-1 4-6 6-4                          | Anna Dmitrieva Tolstoy                    |               |                     |
| 10 giugno  | Czechoslovakian International Championships 1963 Praga, Cecoslovacchia Terra rossa Singolare - Doppio | Anna Dmitrieva Tolstoy Rjazanova 6-4 5-7 6-1              | Howe Vlasta Kodesova-Vopickova            |               |                     |
| 15 giugno  | West of England Championships 1963 Bristol, Gran Bretagna Erba Singolare - Doppio                     | Edda Buding 9-7 6-3                                       | Elizabeth Starkie                         |               |                     |
| 15 giugno  | West of England Championships 1963 Bristol, Gran Bretagna Erba Singolare - Doppio                     | Donna Fales Carol Hanks-Aucamp 6-2 6-2                    | Deidre Catt Elizabeth Starkie             |               |                     |
| 15 giugno  | Nottinghamshire Championships 1963 Nottingham, Gran Bretagna Erba Singolare - Doppio                  | Darlene Hard 7-5 6-1                                      | Maria Esther Bueno                        |               |                     |
| 15 giugno  | Nottinghamshire Championships 1963 Nottingham, Gran Bretagna Erba Singolare - Doppio                  | Darlene Hard Maria Ester Bueno walkover                   | Rita Bentley Jill Blackman                |               |                     |
| 1-6 giugno | Kent Championships 1963 Beckenham, Gran Bretagna Erba Singolare - Doppio                              | Margaret Smith Court 6-0 6-1                              | Jan Lehane                                |               |                     |
| 1-6 giugno | Kent Championships 1963 Beckenham, Gran Bretagna Erba Singolare - Doppio                              | Margaret Smith Court Robyn Ebbern 5-7 6-2 6-2             | Jan Lehane Lesley Turner Bowrey           |               |                     |
| 17 giugno  | Wiesbaden Championships 1963 Wiesbaden, Germania Terra rossa Singolare - Doppio                       | Almut Sturm 6-4 7-5                                       | Judy Alvarez                              |               |                     |
| 17 giugno  | Wiesbaden Championships 1963 Wiesbaden, Germania Terra rossa Singolare - Doppio                       |                                                           |                                           |               |                     |
| 21 giugno  | Queen's Club Championships 1963 Londra, Gran Bretagna Erba Singolare - Doppio                         | Robyn Ebbern 6-3 6-3                                      | Rita Bentley                              |               |                     |
| 21 giugno  | Queen's Club Championships 1963 Londra, Gran Bretagna Erba Singolare - Doppio                         | Anna Dmitrieva Tolstoy Judy Tegart-Dalton 6-1 6-0         | Angela Mortimer Yola Ramírez              |               |                     |
| 23 giugno  | Southern Championships 1963 Greenville, USA Terra rossa Singolare - Doppio                            | Justina Bricka-Horwitz 6-2 6-1                            | Sally Seebeck                             |               |                     |
| 23 giugno  | Southern Championships 1963 Greenville, USA Terra rossa Singolare - Doppio                            | Roberta Alison-Baumgardner Justina Bricka-Horwitz 6-1 6-2 | Braeselton Sally Seebeck                  |               |                     |

### Luglio
| Settimana | Torneo                                                                                            | Vincitore                                               | Finalista                                    | Semifinalisti | Eliminati ai quarti |
| --------- | ------------------------------------------------------------------------------------------------- | ------------------------------------------------------- | -------------------------------------------- | ------------- | ------------------- |
| luglio    | Middle Atlantic Championships 1963 Maryland, USA Singolare - Doppio                               | Raymonde Veber-Jones 6-3 6-2                            | Nancy Corse-Reed                             |               |                     |
| luglio    | Middle Atlantic Championships 1963 Maryland, USA Singolare - Doppio                               |                                                         |                                              |               |                     |
| 6 luglio  | Tri-State Championships 1963 Cincinnati, USA Terra rossa Singolare - Doppio                       | Stephanie De Fina 7-5 6-2                               | Jane Peaches Bartkowicz                      |               |                     |
| 6 luglio  | Tri-State Championships 1963 Cincinnati, USA Terra rossa Singolare - Doppio                       | Roberta Alison-Baumgardner Cathy Lee Crosby 6-4 4-6 6-2 | Virginia Brown Carolyn Rogers                |               |                     |
| 7 luglio  | Torneo di Caboolture 1963 Caboolture, Australia Singolare - Doppio                                | Fay Toyne-Moore 6-1 6-2                                 | Gray                                         |               |                     |
| 7 luglio  | Torneo di Caboolture 1963 Caboolture, Australia Singolare - Doppio                                |                                                         |                                              |               |                     |
| 7 luglio  | La Jolla Tournament 1963 La Jolla, USA Singolare - Doppio                                         | Dorothy Bundy Cheney 6-2 1-6 6-1                        | Kathy Chabot                                 |               |                     |
| 7 luglio  | La Jolla Tournament 1963 La Jolla, USA Singolare - Doppio                                         | Joan Johnson Geri Shepard 4-6 6-3 8-6                   | Mattson Turner                               |               |                     |
| 7 luglio  | East Germany Championships 1963 Zinnowitz, Germania Terra rossa Singolare - Doppio                | I. Yermolova 6-4 6-2                                    | Vlasta Kodesova-Vopickova                    |               |                     |
| 7 luglio  | East Germany Championships 1963 Zinnowitz, Germania Terra rossa Singolare - Doppio                | I. Yermolova Vlasta Kodesova-Vopickova 6-3 6-3          | Johannes Vahlev                              |               |                     |
| 8 luglio  | Torneo di Wimbledon 1963 Wimbledon, Gran Bretagna Erba Singolare - Doppio                         | Margaret Smith Court 6-3 6-4                            | Billie Jean King                             |               |                     |
| 8 luglio  | Torneo di Wimbledon 1963 Wimbledon, Gran Bretagna Erba Singolare - Doppio                         | Maria Ester Bueno Darlene Hard 8-6 9-7                  | Robyn Ebbern Margaret Smith Court            |               |                     |
| 13 luglio | Scottish Championships 1963 Edimburgo, Gran Bretagna Singolare - Doppio                           | Joyce Barclay-Williams-Hume 6-2 6-2                     | McCallum                                     |               |                     |
| 13 luglio | Scottish Championships 1963 Edimburgo, Gran Bretagna Singolare - Doppio                           |                                                         |                                              |               |                     |
| 13 luglio | Irish Championships 1963 Dublino, Irlanda Erba Singolare - Doppio                                 | Billie Jean King 6-4 6-3                                | Carole Caldwell Graebner                     |               |                     |
| 13 luglio | Irish Championships 1963 Dublino, Irlanda Erba Singolare - Doppio                                 | Billie Jean King Carole Caldwell Graebner 6-3 6-4       | Geraldine Houlihan Eleanor O'Neil            |               |                     |
| 13 luglio | Midland Counties Championships 1963 Edgbaston, Gran Bretagna Erba Singolare - Doppio              | Renee Schuurman 8-6 6-4                                 | Ann Haydon Jones                             |               |                     |
| 13 luglio | Midland Counties Championships 1963 Edgbaston, Gran Bretagna Erba Singolare - Doppio              | Renee Schuurman Ann Haydon Jones 6-4 4-6 6-1            | Deidre Catt Elizabeth Starkie                |               |                     |
| 14 luglio | Swedish International Hard Court Championships 1963 Båstad, Svezia Terra rossa Singolare - Doppio | Edda Buding 6-1 7-5                                     | Maria Teresa Riedl                           |               |                     |
| 14 luglio | Swedish International Hard Court Championships 1963 Båstad, Svezia Terra rossa Singolare - Doppio | Edda Buding Maria Teresa Riedl 6-3 6-1                  | Katarina Bartholdson Gudrun Rosin            |               |                     |
| 14 luglio | Düsseldorf Championships 1963 Düsseldorf, Germania Singolare - Doppio                             | Margaret Smith Court 6-3 6-2                            | Lesley Turner Bowrey                         |               |                     |
| 14 luglio | Düsseldorf Championships 1963 Düsseldorf, Germania Singolare - Doppio                             |                                                         |                                              |               |                     |
| 14 luglio | Torneo di Le Touquet 1963 Le Touquet, Francia Singolare - Doppio                                  | Dorothy Knode-Head 9-7 6-2                              | Anne-Marie Larue                             |               |                     |
| 14 luglio | Torneo di Le Touquet 1963 Le Touquet, Francia Singolare - Doppio                                  |                                                         |                                              |               |                     |
| 14 luglio | Eindhoven International 1963 Eindhoven, Paesi Bassi Terra rossa Singolare - Doppio                | Ruth Kaufmann 6-2 6-3                                   | C. Allen                                     |               |                     |
| 14 luglio | Eindhoven International 1963 Eindhoven, Paesi Bassi Terra rossa Singolare - Doppio                | Jenny Ridderhof Van Vonderen 6-2 6-1                    | Peiksma Versnel                              |               |                     |
| 15 luglio | Western Championships 1963 Cincinnati, USA Terra rossa Singolare - Doppio                         | Nancy Richey 6-2 7-5                                    | Vicky Palmer Heinecke                        |               |                     |
| 15 luglio | Western Championships 1963 Cincinnati, USA Terra rossa Singolare - Doppio                         | Constance Jaster Carole Loop 6-4 6-4                    | Justina Bricka-Horwitz Vicky Palmer Heinecke |               |                     |
| 20 luglio | Welsh Championships 1963 Newport, Gran Bretagna Erba Singolare - Doppio                           | Carole Rosser-Matheson 6-3 6-3                          | Lorna Cawthorn                               |               |                     |
| 20 luglio | Welsh Championships 1963 Newport, Gran Bretagna Erba Singolare - Doppio                           | Joyce Barclay Carole Rosser-Matheson 7-9 6-3 12-10      | Lorna Cawthorn Jill Rook Mills               |               |                     |
| 20 luglio | Middle States Grass Court Championships 1963 Filadelfia, USA Erba Singolare - Doppio              | Janie Albert 6-2 6-4                                    | Carole Wright                                |               |                     |
| 20 luglio | Middle States Grass Court Championships 1963 Filadelfia, USA Erba Singolare - Doppio              | Janie Albert Peachy Kellmeyer 6-8 6-4 6-4               | Pat Cody Belmar Gunderson                    |               |                     |
| 20 luglio | Essex Championships 1963 Frinton, Gran Bretagna Erba Singolare - Doppio                           | Deidre Catt 7-5 7-5                                     | Christine Truman                             |               |                     |
| 20 luglio | Essex Championships 1963 Frinton, Gran Bretagna Erba Singolare - Doppio                           | Deidre Catt Judy Tegart-Dalton 4-6 6-1 7-5              | Christine Truman Nell Truman                 |               |                     |
| 20 luglio | North of England Championships 1963 Hoylake, Gran Bretagna Erba Singolare - Doppio                | Ann Haydon Jones 6-2 6-1                                | Jill Blackman                                |               |                     |
| 20 luglio | North of England Championships 1963 Hoylake, Gran Bretagna Erba Singolare - Doppio                | Rita Bentley Jill Blackman 10-8 6-0                     | Ann Haydon Jones Alison Rigby                |               |                     |
| 21 luglio | Swiss International Championships 1963 Gstaad, Svizzera Terra rossa Singolare - Doppio            | Robyn Ebbern 6-3 6-4                                    | Lesley Turner                                |               |                     |
| 21 luglio | Swiss International Championships 1963 Gstaad, Svizzera Terra rossa Singolare - Doppio            | Robyn Ebbern Lesley Turner Bowrey 6-1 6-4               | Norma Baylon Renee Schuurman                 |               |                     |
| 22 luglio | US Clay Court Championships 1963 River Forest, USA Terra rossa Singolare - Doppio                 | Nancy Richey 6-1 6-1                                    | Vicky Palmer Heinecke                        |               |                     |
| 22 luglio | US Clay Court Championships 1963 River Forest, USA Terra rossa Singolare - Doppio                 | Maria Ester Bueno Darlene Hard 6-2 6-2                  | Carole Caldwell Graebner Billie Jean King    |               |                     |
| 28 luglio | Torneo di Deauville 1963 Deauville, Francia Terra rossa Singolare - Doppio                        | Norma Baylon 6-2 6-1                                    | Marie-Jeanne Dusapt                          |               |                     |
| 28 luglio | Torneo di Deauville 1963 Deauville, Francia Terra rossa Singolare - Doppio                        |                                                         |                                              |               |                     |
| 28 luglio | Dutch International Championships 1963 Hilversum, Paesi Bassi Terra rossa Singolare - Doppio      | Lesley Turner Bowrey 6-2 6-1                            | Renee Schuurman                              |               |                     |
| 28 luglio | Dutch International Championships 1963 Hilversum, Paesi Bassi Terra rossa Singolare - Doppio      | Lesley Turner Bowrey Renee Schuurman 7-5 4-6 6-2        | Margaret Hunt Annette Van Zyl                |               |                     |
| 29 luglio | Montana Invitational 1963 Montana, Svizzera Terra rossa Singolare - Doppio                        | Yola Ramírez 6-2 6-4                                    | Maria-Carmen Coronado                        |               |                     |
| 29 luglio | Montana Invitational 1963 Montana, Svizzera Terra rossa Singolare - Doppio                        |                                                         |                                              |               |                     |
| 29 luglio | Pennsylvania Lawn Tennis Championship 1963 Filadelfia, USA Erba Singolare - Doppio                | Darlene Hard 6-2 7-9 6-3                                | Margaret Smith Court                         |               |                     |
| 29 luglio | Pennsylvania Lawn Tennis Championship 1963 Filadelfia, USA Erba Singolare - Doppio                | Darlene Hard Maria Ester Bueno 6-8 16-14 6-4            | Robyn Ebbern Margaret Smith Court            |               |                     |

### Agosto
| Settimana | Torneo                                                                                     | Vincitore                                              | Finalista                         | Semifinalisti | Eliminati ai quarti |
| --------- | ------------------------------------------------------------------------------------------ | ------------------------------------------------------ | --------------------------------- | ------------- | ------------------- |
| agosto    | Torneo di Adelboden 1963 Adelboden, Svizzera Terra rossa Singolare - Doppio                | Carol Ann Prosen 6-8 6-4 6-4                           | Mary Habicht                      |               |                     |
| agosto    | Torneo di Adelboden 1963 Adelboden, Svizzera Terra rossa Singolare - Doppio                |                                                        |                                   |               |                     |
| 3 agosto  | Canadian Championships 1963 Vancouver, Canada Erba Singolare - Doppio                      | Ann Barclay 6-0 6-1                                    | Louise Brown                      |               |                     |
| 3 agosto  | Canadian Championships 1963 Vancouver, Canada Erba Singolare - Doppio                      | Vicky Berner Susan Butt 6-3 7-5                        | Ann Barclay Louise Brown          |               |                     |
| 4 agosto  | Eastern Grass Court Championships 1963 Orange, USA Erba Singolare - Doppio                 | Margaret Smith Court 6-1 6-1                           | Darlene Hard                      |               |                     |
| 4 agosto  | Eastern Grass Court Championships 1963 Orange, USA Erba Singolare - Doppio                 | Darlene Hard Maria Ester Bueno 7-5 7-5                 | Robyn Ebbern Margaret Smith Court |               |                     |
| 4 agosto  | Torneo di Ostenda 1963 Ostenda, Belgio Terra rossa Singolare - Doppio                      | Yola Ramírez 6-4 6-1                                   | Christiane Mercelis               |               |                     |
| 4 agosto  | Torneo di Ostenda 1963 Ostenda, Belgio Terra rossa Singolare - Doppio                      | Christiane Mercelis Judy Tegart-Dalton 6-4 6-3         | Kaye Dening Yola Ramírez          |               |                     |
| 4 agosto  | Torneo di Baden-Baden 1963 Baden Baden, Germania Terra rossa Singolare - Doppio            | Norma Baylon 6-2 2-6 6-2                               | Annette Van Zyl                   |               |                     |
| 4 agosto  | Torneo di Baden-Baden 1963 Baden Baden, Germania Terra rossa Singolare - Doppio            | Annette Van Zyl Margaret Hunt 4-6 6-3 6-2              | Norma Baylon Helga Schultze-Hösl  |               |                     |
| 10 agosto | Piping Rock Tournament 1963 New York, USA Erba Singolare - Doppio                          | Maria Esther Bueno 6-2 6-1                             | Carol Hanks-Aucamp                |               |                     |
| 10 agosto | Piping Rock Tournament 1963 New York, USA Erba Singolare - Doppio                          | Maria Ester Bueno Virginia Brown 6-3 2-6 6-2           | Carol Hanks-Aucamp Carole Wright  |               |                     |
| 11 agosto | Estern Canadian Championships 1963 Québec, Canada Singolare - Doppio                       | Vicky Berner 3-6 ritiro                                | Ann Barclay                       |               |                     |
| 11 agosto | Estern Canadian Championships 1963 Québec, Canada Singolare - Doppio                       |                                                        |                                   |               |                     |
| 12 agosto | Torneo di La Baule 1963 La Baule, Francia Terra rossa Singolare - Doppio                   | Rosa Maria Reyes Darmon 6-4 6-4                        | Claudine Rouire                   |               |                     |
| 12 agosto | Torneo di La Baule 1963 La Baule, Francia Terra rossa Singolare - Doppio                   |                                                        |                                   |               |                     |
| 13 agosto | German Championships 1963 Amburgo, Germania Singolare - Doppio                             | Renee Schuurman 6-3 1-6 6-3                            | Lesley Turner Bowrey              |               |                     |
| 13 agosto | German Championships 1963 Amburgo, Germania Singolare - Doppio                             | Annette Van Zyl Margaret Hunt 6-4 6-4                  | Jeanine Lieffrig Françoise Dürr   |               |                     |
| 18 agosto | Torneo di Le Touquet 1963 Le Touquet, Francia Terra rossa Singolare - Doppio               | Christiane Mercelis 6-4 7-5                            | Anne-Marie Larue                  |               |                     |
| 18 agosto | Torneo di Le Touquet 1963 Le Touquet, Francia Terra rossa Singolare - Doppio               |                                                        |                                   |               |                     |
| 18 agosto | Essex County Championships 1963 Manchester, USA Erba Singolare - Doppio                    | Margaret Smith Court 6-4 11-9                          | Maria Esther Bueno                |               |                     |
| 18 agosto | Essex County Championships 1963 Manchester, USA Erba Singolare - Doppio                    | Robyn Ebbern Margaret Smith Court 7-5 6-4              | Maria Ester Bueno Darlene Hard    |               |                     |
| 18 agosto | St Moritz Suvretta 1963 Sankt Moritz, Svizzera Terra rossa Singolare - Doppio              | Mary Habicht 3-6 12-10 7-5                             | Judy Tegart-Dalton                |               |                     |
| 18 agosto | St Moritz Suvretta 1963 Sankt Moritz, Svizzera Terra rossa Singolare - Doppio              |                                                        |                                   |               |                     |
| 19 agosto | Brumana International 1963 Brummana, Libano Terra rossa Singolare - Doppio                 | Annette Van Zyl 6-1 6-0                                | Margaret Hunt                     |               |                     |
| 19 agosto | Brumana International 1963 Brummana, Libano Terra rossa Singolare - Doppio                 |                                                        |                                   |               |                     |
| 19 agosto | Brumana International 1963 Brummana, Libano Terra rossa Singolare - Doppio                 | Doppio misto: Margaret Hunt Cliff Drysdale 6-3 2-6 6-2 | Caroline Yates-Bell Billy Knight  |               |                     |
| 19 agosto | Bavarian Championships 1963 Monaco di Baviera, Germania Terra rossa Singolare - Doppio     | Renee Schuurman 6-1 6-1                                | Lesley Turner Bowrey              |               |                     |
| 19 agosto | Bavarian Championships 1963 Monaco di Baviera, Germania Terra rossa Singolare - Doppio     | Edda Buding Lesley Turner 6-2 6-4                      | Norma Baylon Renee Schuurman      |               |                     |
| 19 agosto | St Moritz Suvretta 1963 Sankt Moritz, Svizzera Singolare - Doppio                          | Mary Habicht 1-6 6-4 7-5                               | Helga Schultze-Hösl               |               |                     |
| 19 agosto | St Moritz Suvretta 1963 Sankt Moritz, Svizzera Singolare - Doppio                          |                                                        |                                   |               |                     |
| 20 agosto | Alpenland Championships 1963 Kitzbühel, Austria Terra rossa Singolare - Doppio             | Sonja Pachta 6-4 6-3                                   | Jeanine Lieffrig                  |               |                     |
| 20 agosto | Alpenland Championships 1963 Kitzbühel, Austria Terra rossa Singolare - Doppio             | Jeanine Lieffrig Marta Peterdy-Wolf 6-2 6-8 6-3        | Barnes Lockington                 |               |                     |
| 20 agosto | Torneo di Viareggio 1963 Viareggio, Italia Terra rossa Singolare - Doppio                  | Lea Pericoli 6-4 4-6 7-5                               | Yola Ramírez                      |               |                     |
| 20 agosto | Torneo di Viareggio 1963 Viareggio, Italia Terra rossa Singolare - Doppio                  | Lea Pericoli Yola Ramírez 7-5 6-0                      | Nicla Migliori Maria Teresa Riedl |               |                     |
| 22 agosto | Torneo di Biarritz 1963 Biarritz, Francia Terra rossa Singolare - Doppio                   | Rosa Maria Reyes Darmon 8-6 6-8 6-1                    | Solange Galtier                   |               |                     |
| 22 agosto | Torneo di Biarritz 1963 Biarritz, Francia Terra rossa Singolare - Doppio                   |                                                        |                                   |               |                     |
| 25 agosto | St Moritz Palace Hotel 1963 Sankt Moritz, Svizzera Terra rossa Singolare - Doppio          | Renee Schuurman 6-4 6-3                                | Lesley Turner Bowrey              |               |                     |
| 25 agosto | St Moritz Palace Hotel 1963 Sankt Moritz, Svizzera Terra rossa Singolare - Doppio          |                                                        |                                   |               |                     |
| 25 agosto | Istanbul International Championships 1963 Istanbul, Turchia Terra rossa Singolare - Doppio | Margaret Hunt 6-4 7-5                                  | Annette Van Zyl                   |               |                     |
| 25 agosto | Istanbul International Championships 1963 Istanbul, Turchia Terra rossa Singolare - Doppio |                                                        |                                   |               |                     |

### Settembre
| Settimana    | Torneo | Vincitore                                        | Finalista                                 | Semifinalisti | Eliminati ai quarti |
| ------------ | --- | ------------------------------------------------ | ----------------------------------------- | ------------- | ------------------- |
| settembre    | Southern Transvaal Championships 1963 Johannesburg, Sudafrica Singolare - Doppio                            | Cross Gerson 7-5 6-1                             | M. Gerson-Bethlehem                       |               |                     |
| settembre    | Southern Transvaal Championships 1963 Johannesburg, Sudafrica Singolare - Doppio                            |                                                  |                                           |               |                     |
| 1º settembre | Austrian International Championships 1963 Pörtschach am Wörther See, Austria Terra rossa Singolare - Doppio | Renee Schuurman 6-4 3-6 8-6                      | Noelene Turner                            |               |                     |
| 1º settembre | Austrian International Championships 1963 Pörtschach am Wörther See, Austria Terra rossa Singolare - Doppio |                                                  |                                           |               |                     |
| 1º settembre | Torneo di Saint Gervais 1963 Saint-Gervais, Francia Terra rossa Singolare - Doppio                          | Françoise Dürr 11-9 6-3                          | Chantal Langanay                          |               |                     |
| 1º settembre | Torneo di Saint Gervais 1963 Saint-Gervais, Francia Terra rossa Singolare - Doppio                          |                                                  |                                           |               |                     |
| 7 settembre  | U.S. National Championships 1963 New York, USA Erba Singolare - Doppio                                      | Maria Esther Bueno 7-5 6-4                       | Margaret Smith Court                      |               |                     |
| 7 settembre  | U.S. National Championships 1963 New York, USA Erba Singolare - Doppio                                      | Robyn Ebbern Margaret Smith Court 4-6, 10-8, 6-3 | Maria Ester Bueno Darlene Hard            |               |                     |
| 8 settembre  | Heart of America Tournament 1963 Kansas City, USA Terra rossa Singolare - Doppio                            | Monique Salfati-di Maso 6-2 8-6                  | Pia Balling                               |               |                     |
| 8 settembre  | Heart of America Tournament 1963 Kansas City, USA Terra rossa Singolare - Doppio                            | Pearl Patsy Rippy 6-0 6-8 6-4                    | Pia Balling Monique Salfati-di Maso       |               |                     |
| 8 settembre  | Sydney Metropolitan Hard Court Championships 1963 Sydney, Australia Singolare - Doppio                      | Joan Gibson 6-3 2-6 9-7                          | Norma Marsh                               |               |                     |
| 8 settembre  | Sydney Metropolitan Hard Court Championships 1963 Sydney, Australia Singolare - Doppio                      |                                                  |                                           |               |                     |
| 8 settembre  | Yugoslavia International Championships 1963 Spalato, Jugoslavia Terra rossa Singolare - Doppio              | Vera Kodesova 6-3 6-1                            | Doris Schuster                            |               |                     |
| 8 settembre  | Yugoslavia International Championships 1963 Spalato, Jugoslavia Terra rossa Singolare - Doppio              |                                                  |                                           |               |                     |
| 15 settembre | South of England Championships 1963 Eastbourne, Gran Bretagna Erba Singolare - Doppio                       | Vivienne Dennis 6-3 2-6 7-5                      | Heather Allen                             |               |                     |
| 15 settembre | South of England Championships 1963 Eastbourne, Gran Bretagna Erba Singolare - Doppio                       | Carole Rosser-Matheson Elaine Shenton 7-5 6-4    | Alison Rigby Steventon                    |               |                     |
| 22 settembre | Torneo di Friburgo 1963 Friburgo, Germania Terra rossa Singolare - Doppio                                   | Renee Schuurman 6-3 8-6                          | Helga Schultze-Hösl                       |               |                     |
| 22 settembre | Torneo di Friburgo 1963 Friburgo, Germania Terra rossa Singolare - Doppio                                   | Margot Dohrer Renee Schuurman 6-1 6-3            | Helga Schultze-Hösl Margot Schultze       |               |                     |
| 22 settembre | Pacific Southwest Championships 1963 Los Angeles, USA Cemento Singolare - Doppio                            | Darlene Hard 6-3 6-3                             | Billie Jean King                          |               |                     |
| 22 settembre | Pacific Southwest Championships 1963 Los Angeles, USA Cemento Singolare - Doppio                            | Darlene Hard Maria Ester Bueno 6-1 6-4           | Carole Caldwell Graebner Billie Jean King |               |                     |
| 22 settembre | Coupe Porée 1963 Parigi, Francia Terra rossa Singolare - Doppio                                             | Françoise Dürr 8-6 6-1                           | Jacqueline Kermina                        |               |                     |
| 22 settembre | Coupe Porée 1963 Parigi, Francia Terra rossa Singolare - Doppio                                             | Françoise Dürr Isabelle De Lansalut 6-2 6-3      | Monique Hamelin Suzanne Le Besnerais      |               |                     |
| 29 settembre | Pacific Coast Championships 1963 Berkeley, USA Cemento Singolare - Doppio                                   | Darlene Hard 6-3 6-3                             | Maria Esther Bueno                        |               |                     |
| 29 settembre | Pacific Coast Championships 1963 Berkeley, USA Cemento Singolare - Doppio                                   | Darlene Hard Maria Ester Bueno 6-0 6-4           | Deidre Catt Elizabeth Starkie             |               |                     |

### Ottobre
| Settimana  | Torneo                                                                                               | Vincitore                                                | Finalista                     | Semifinalisti | Eliminati ai quarti |
| ---------- | --- | -------------------------------------------------------- | ----------------------------- | ------------- | ------------------- |
| 6 ottobre  | Campionati Internazionali di Sicilia 1963 Palermo, Italia Terra rossa Singolare - Doppio             | Helga Niessen Masthoff 9-7 7-5                           | Maria Teresa Riedl            |               |                     |
| 6 ottobre  | Campionati Internazionali di Sicilia 1963 Palermo, Italia Terra rossa Singolare - Doppio             |                                                          |                               |               |                     |
| 6 ottobre  | Campionati Internazionali di Sicilia 1963 Palermo, Italia Terra rossa Singolare - Doppio             | Doppio misto: Roberta Beltrame Michele Pirro 5-7 6-4 6-1 | Heide Schildknecht Scott      |               |                     |
| 7 ottobre  | Australian Capital Territory Championships 1963 Canberra, Australia Singolare - Doppio               | Norma Marsh 6-3 5-7 7-5                                  | Joan Gibson                   |               |                     |
| 7 ottobre  | Australian Capital Territory Championships 1963 Canberra, Australia Singolare - Doppio               |                                                          |                               |               |                     |
| 9 ottobre  | Torneo di San Sebastian 1963 San Sebastián, Spagna Terra rossa Singolare - Doppio                    | Pilar Barril 3-6 6-4 6-2                                 | Mary Habicht                  |               |                     |
| 9 ottobre  | Torneo di San Sebastian 1963 San Sebastián, Spagna Terra rossa Singolare - Doppio                    |                                                          |                               |               |                     |
| 13 ottobre | South Coast Championships 1963 Southport, Australia Singolare - Doppio                               | Fay Toyne-Moore 8-6 6-1                                  | Val Wicks                     |               |                     |
| 13 ottobre | South Coast Championships 1963 Southport, Australia Singolare - Doppio                               |                                                          |                               |               |                     |
| 20 ottobre | Australian Hard Court Championships 1963 Melbourne, Australia Terra rossa Singolare - Doppio         | Joan Gibson 10-8 6-3                                     | Madonna Schacht               |               |                     |
| 20 ottobre | Australian Hard Court Championships 1963 Melbourne, Australia Terra rossa Singolare - Doppio         | Judy Tegart-Dalton Lesley Turner Bowrey 6-3 8-6          | Lynne Nette Betty Pratt       |               |                     |
| 20 ottobre | Sydney Metropolitan Grass Court Championships 1963 Sydney, Australia Erba Singolare - Doppio         | Jan Lehane 6-2 6-3                                       | Kaye Dening                   |               |                     |
| 20 ottobre | Sydney Metropolitan Grass Court Championships 1963 Sydney, Australia Erba Singolare - Doppio         | Beryl Penrose Collier Norma Marsh                        | Mary Bevis-Hawton Jan Lehane  |               |                     |
| 20 ottobre | Palace Hotel Covered Court Championships 1963 Torquay, Gran Bretagna Campo indoor Singolare - Doppio | Deidre Catt 6-3 8-6                                      | Ann Haydon Jones              |               |                     |
| 20 ottobre | Palace Hotel Covered Court Championships 1963 Torquay, Gran Bretagna Campo indoor Singolare - Doppio | Ann Jones Angela Mortimer                                | Deidre Catt Elizabeth Starkie |               |                     |
| 22 ottobre | Queensland Hard Court Championships 1963 Mackay, Australia Terra rossa Singolare - Doppio            | Margaret Smith Court 7-5 6-2                             | Robyn Ebbern                  |               |                     |
| 22 ottobre | Queensland Hard Court Championships 1963 Mackay, Australia Terra rossa Singolare - Doppio            | Jarrott Margaret Smith Court 4-6 6-1 6-3                 | Fay Toyne-Moore Wicks         |               |                     |
| 28 ottobre | British Covered Court Championships 1963 Londra, Gran Bretagna Campo indoor Singolare - Doppio       | Deidre Catt 4-6 6-3 6-3                                  | Renee Schuurman               |               |                     |
| 28 ottobre | British Covered Court Championships 1963 Londra, Gran Bretagna Campo indoor Singolare - Doppio       | Ann Haydon Jones Renee Schuurman 6-3 6-2                 | Deidre Catt Elizabeth Starkie |               |                     |

### Novembre
| Settimana   | Torneo                                                                              | Vincitore                                     | Finalista                            | Semifinalisti | Eliminati ai quarti |
| ----------- | ----------------------------------------------------------------------------------- | --------------------------------------------- | ------------------------------------ | ------------- | ------------------- |
| 2 novembre  | Carlyon Bay Indoors 1963 St. Austell, Gran Bretagna Campo indoor Singolare - Doppio | Ann Haydon Jones 6-4 6-3                      | Deidre Catt                          |               |                     |
| 2 novembre  | Carlyon Bay Indoors 1963 St. Austell, Gran Bretagna Campo indoor Singolare - Doppio | Deidre Catt Elizabeth Starkie 6-4 6-3         | Ann Haydon Jones Jill Mills          |               |                     |
| 4 novembre  | Queensland Championships 1963 Brisbane, Australia Terra rossa Singolare - Doppio    | Margaret Smith Court 6-3 6-2                  | Lesley Turner Bowrey                 |               |                     |
| 4 novembre  | Queensland Championships 1963 Brisbane, Australia Terra rossa Singolare - Doppio    | Robyn Ebbern Margaret Smith Court 11-9 6-2    | Lesley Turner Bowrey Jan Lehane      |               |                     |
| 5 novembre  | Argentine Championships 1963 Buenos Aires, Argentina Singolare - Doppio             | Vera Sukova Puzejova 6-2 6-4                  | Norma Baylon                         |               |                     |
| 5 novembre  | Argentine Championships 1963 Buenos Aires, Argentina Singolare - Doppio             | Vera Sukova Puzejova Norma Baylon 2-6 6-3 6-4 | Helga Schultze-Hösl Christine Truman |               |                     |
| 18 novembre | New South Wales Championships 1963 Sydney, Australia Erba Singolare - Doppio        | Margaret Smith Court 6-1 6-3                  | Judy Tegart-Dalton                   |               |                     |
| 18 novembre | New South Wales Championships 1963 Sydney, Australia Erba Singolare - Doppio        | Robyn Ebbern Margaret Smith Court 2-6 6-3 6-4 | Jan Lehane Lesley Turner             |               |                     |
| 19 novembre | Golden Andes Tournament 1963 Mendoza, Argentina Terra rossa Singolare - Doppio      | Vera Sukova Puzejova 6-2 6-3                  | Mabel Bove                           |               |                     |
| 19 novembre | Golden Andes Tournament 1963 Mendoza, Argentina Terra rossa Singolare - Doppio      |                                               |                                      |               |                     |
| 22 novembre | South Australasian Championships 1963 Adelaide, Australia Erba Singolare - Doppio   | Margaret Smith Court 6-3 6-1                  | Jan Lehane                           |               |                     |
| 22 novembre | South Australasian Championships 1963 Adelaide, Australia Erba Singolare - Doppio   | Robyn Ebbern Margaret Smith Court 6-1 6-2     | Jan Lehane Lesley Turner Bowrey      |               |                     |

### Dicembre
| Settimana   | Torneo                                                                         | Vincitore                                         | Finalista                       | Semifinalisti | Eliminati ai quarti |
| ----------- | ------------------------------------------------------------------------------ | ------------------------------------------------- | ------------------------------- | ------------- | ------------------- |
| 1º dicembre | Corpus Christi Invitation 1963 Corpus Christi, USA Singolare - Doppio          | Yola Ramírez 6-0 6-2                              | Owen McHaney                    |               |                     |
| 1º dicembre | Corpus Christi Invitation 1963 Corpus Christi, USA Singolare - Doppio          | Mary Lowden Patty Lowden 6-3 6-4                  | Owen McHaney Philbrick          |               |                     |
| 1º dicembre | Montego Bay Invitational 1963 Montego Bay, Giamaica Cemento Singolare - Doppio | Donna Fales                                       | Betty Rosenquest Pratt          |               |                     |
| 1º dicembre | Montego Bay Invitational 1963 Montego Bay, Giamaica Cemento Singolare - Doppio | Donna Fales Betty Rosenquest Pratt 6-2 6-1        | Pat Edrich Alice Luthy-Tym      |               |                     |
| 7 dicembre  | Victorian Championships 1963 Melbourne, Australia Erba Singolare - Doppio      | Margaret Smith Court 6-4 6-4                      | Lesley Turner Bowrey            |               |                     |
| 7 dicembre  | Victorian Championships 1963 Melbourne, Australia Erba Singolare - Doppio      | Margaret Smith Court Robyn Ebbern 6-4 6-1         | Jan Lehane Lesley Turner Bowrey |               |                     |
| 8 dicembre  | US Hard Court Championships 1963 La Jolla, USA Cemento Singolare - Doppio      | Darlene Hard 6-1 8-6                              | Tory-Ann Fretz                  |               |                     |
| 8 dicembre  | US Hard Court Championships 1963 La Jolla, USA Cemento Singolare - Doppio      | Darlene Hard Paulette Verzin                      | Tory-Ann Fretz Patti Hogan      |               |                     |
| 8 dicembre  | Coupe Albert Canet 1963 Parigi, Francia Singolare - Doppio                     | Jeanine Lieffrig 6-2 6-1                          | Gertrudia Groenman-Walhof       |               |                     |
| 8 dicembre  | Coupe Albert Canet 1963 Parigi, Francia Singolare - Doppio                     | Jeanine Lieffrig Françoise Dürr 6-3 6-4           | Elly Krocke Betty Stöve         |               |                     |
| 15 dicembre | Western Australian Championships 1963 Perth, Australia Singolare - Doppio      | Lesley Turner Bowrey 6-8 6-3 8-6                  | Judy Tegart-Dalton              |               |                     |
| 15 dicembre | Western Australian Championships 1963 Perth, Australia Singolare - Doppio      |                                                   |                                 |               |                     |
| 15 dicembre | Western Australian Championships 1963 Perth, Australia Singolare - Doppio      | Doppio misto: Lesley Turner Ken Fletcher 11-9 6-2 | Judy Tegart Bob Hewitt          |               |                     |